# Gilles Cloutier
Pour les articles homonymes, voir Cloutier.
Gilles G. Cloutier (né à Québec le 27 juin 1928 et mort à Laval le 13 mai 2014) est un professeur, ingénieur et physicien québécois.

## Biographie
Après des études à l'Université Laval et l'obtention d'un baccalauréat en arts (1949) puis en sciences appliquées (1953), il obtient de l'Université McGill une maîtrise en physique en 1956 puis un doctorat dans la même discipline en 1959.
Il travaille chez RCA Victor (1959-1963) puis pour Hydro-Québec (1968-1978), après avoir été professeur agrégé, puis professeur titulaire à l'Université de Montréal (1963-1968) — il y lance le département de physique ; chez Hydro-Québec il est directeur scientifique, sciences de base, de l'Institut de recherche de cette société, puis directeur des recherches (1971) et directeur adjoint (1974).
Il devient président de l'Alberta Research Council en 1978, poste qu'il occupe jusqu'en 1983, devenant alors vice-président exécutif, technologie et affaires internationales chez Hydro-Québec.
De 1985 à 1993, il est recteur de l'Université de Montréal.
En 1999, il devient président adjoint du Conseil consultatif des sciences et de la technologie d'Industrie Canada au gouvernement canadien.

## Affiliations
- Association canadienne des physiciens, dont président (1971-1972);
- Ordre des ingénieurs du Québec;
- American Physical Society;
- Institute of Electrical and Electronics Engineers (IEEE), membre senior;
- conseil de l'Association des universités et collèges du Canada;
- Forum entreprises-universités;
- Centre d'initiative technologique de Montréal;
- Centre canadien de fusion magnétique;
- Conseil et comité exécutif de Carrefour des sciences, des techniques et de l'industrie de Montréal;
- président de la Conférence des recteurs et des principaux des universités du Québec (CREPUQ);
- vice-président de l'Association des universités partiellement ou entièrement de langue française;
- vice-président du Comité consultatif du ministre de la Science et de la Technologie pour les réseaux de Centres d'excellence;
- Conseil national de recherche du Canada (CNRC) (1973-1977);
- Conseil de la politique scientifique du Québec (1975-1977);
- Conseil de la science et de la technologie (1983-1986);
- conseil de l'Université de Montréal (1976-1980), (1983-1985).

## Distinctions
- 1952 : Prix de la Société optique de France
- 1968 : Médaille du Centenaire de la Confédération
- 1976 : Prix scientifique de la province de Québec
- 1981 :  Officier de l'Ordre du Canada[2]
- 1986 : Médaille Gloire de l'Escolle
- 1989 :  Officier de l'Ordre national du Québec[3]
- 1993 :  Compagnon de l'Ordre du Canada[2]
- Doctorats honoris causa : Université de Montréal, Université de l'Alberta, Université McGill et Université Lumière de Lyon